# Temelucha vernalis
Temelucha vernalis är en stekelart som beskrevs av Dasch 1979. Temelucha vernalis ingår i släktet Temelucha och familjen brokparasitsteklar. Inga underarter finns listade i Catalogue of Life.